# Mortal Kombat: Special Forces
Mortal Kombat: Special Forces – komputerowa gra akcji z serii Mortal Kombat, wyprodukowana i wydana przez Midway Games w 2000 roku na konsolę PlayStation. Gracz wciela się w niej w rolę majora Jacksona Briggsa tropiącego organizację przestępczą Czarny Smok.

## Fabuła
Mortal Kombat: Special Forces jest pierwszą grą osadzoną w realiach Mortal Kombat w kolejności chronologicznej, jako że jej fabuła poprzedza Mortal Kombat Mythologies: Sub-Zero. Major Jackson Briggs ma za zadanie powstrzymać piątkę zwolnionych z więzienia o zaostrzonym rygorze członków organizacji Czarny Smok (nazywających się: Tasia, Tremor, No-Face i Jarek) przed zdobyciem Oka Shitian, przedmiotu umożliwiającego właścicielowi teleportację.